# Cross-country

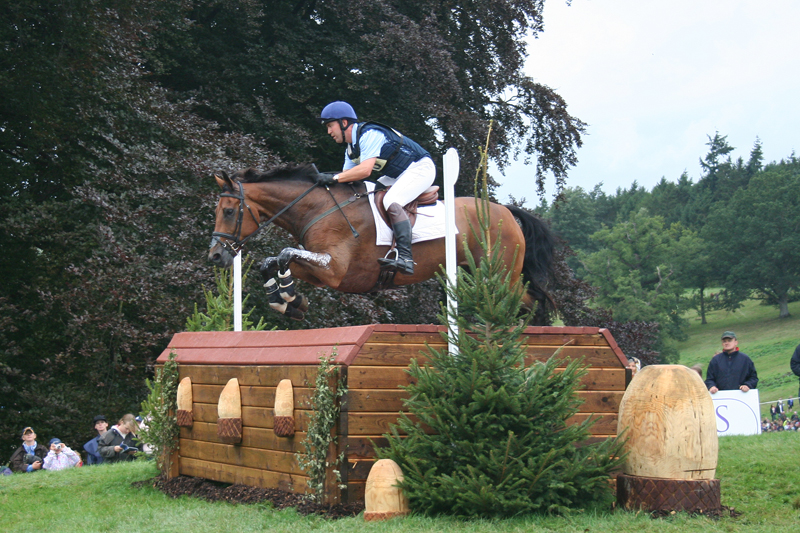
Competencia de ecuestre, septiembre de 2006.

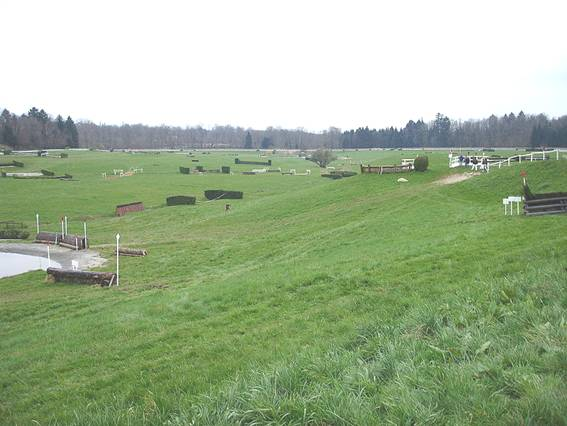
Vista general de un terreno de cross-country.

El cross-country ("campo a través" en inglés) es un deporte ecuestre que integra la prueba de los tres días o concurso completo, junto con la de adiestramiento o doma clásica y la de salto. También se practica en competencias locales como disciplina ecuestre autónoma.
El objetivo del cross-country es probar velocidad, resistencia y capacidad de salto del caballo de cross country, cuando se encuentra bien entrenado y puesto en el pico de su condición. Al mismo tiempo demuestra la capacidad del jinete para controlar el paso y la monta a campo traviesa.
Se trata de una carrera de obstáculos a campo a través. Se pierde un punto por cada error que se comenta a lo largo del recorrido, como no saltar, superar el límite de tiempo, caerse del caballo, etc… Es posible tener la opción de elegir entre una ruta más fácil y lenta, o una más rápida y corta, pero más difícil. Reciben el nombre de pruebas de caza. Los recorridos llevan frecuentemente al jinete a través de campos y bosques, e incluso, puede que se deba abrir o cerrar algún portón.
Las vallas para los recorridos del cross-country intentan imitar a los obstáculos que se encuentran al cabalgar por el campo, como setos, muros, agua… Estas son sólidas y no ceden si chocamos con ellas, es decir, no se caen. También es posible que se tengan que saltar obstáculos al bajar o subir cuestas, ya que ello depende del recorrido elegido y del campo.

## Galería de imágenes

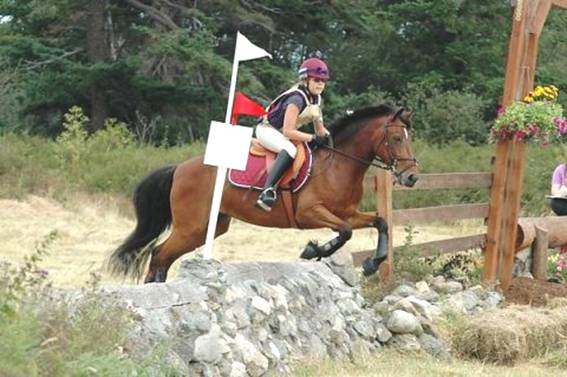